# Serie ígnea
Una serie de rocas ígneas es una asociación de rocas ígneas que están probablemente relacionadas genéticamente, por ejemplo que derivan del mismo magma o que una dio origen a la otra. Las principales series ígneas son:
1. Serie subalcali
  1. Serie calco-álcali
    1. Serie de K alto
    2. Serie de K intermedio
    3. Serie de K bajo

  2. Serie tholeiitica
2. Serie álcali
  1. Serie potásica